# Gegants Reis de la Pedrera
Gegants Reis de la Pedrera, o el rei Gaudí i la reina Pedrera, són els gegants que encapçalen la comparsa de la Casa Milà. Tenen aparença gaudiniana i porten vestits elegants, amb elements naturals –de terra i de mar–, com ara cloïsses o fruites, complementats amb trencadís i més elements simbòlics de l'obra del mestre.
L'origen d'aquests gegants es remunta fins a l'any 1998, quan l'Obra Social de la Caixa de Catalunya va voler encarregar la construcció d'un conjunt de figures que representessin la Casa Milà, edifici que havia acabat de reconstruir.
I tal dit, tal fet. La comparsa, formada pels reis, els guerrers i dos capgrossos, va ser construïda pel mestre geganter Toni Mujal. El 1998 mateix, amb motiu de la festa de restauració de la Pedrera, es va poder estrenar el conjunt. Les figures, aleshores, van començar a participar en cercaviles i trobades, tant del barri com de tota la ciutat, sobretot les festes de la Mercè i les de Santa Eulàlia.
L'any 2002 va néixer la gegantona Crespinella, que representa la filla del rei Gaudí i la Reina Pedrera i és la gegantona de la Coordinadora de Geganters de Barcelona.
Més endavant els gegants van estar tancats sis anys llargs, fins que el 2011 reapareixen, restaurats pel mateix constructor, Toni Mujal, que els repinta, els posa un vestit nou i els alleugereix perquè siguin de més bon portar. Fou llavors quan la Fundació Catalunya Caixa en va fer cessió a la Coordinadora de Geganters de Barcelona, que, d'aquell moment endavant, s'ha encarregat sempre de portar-los a les festes populars i fer-los ballar, a més de custodiar-los i fer-ne el manteniment. La seu del Districte Municipal de l'Eixample és el lloc on resten exposats quan no surten a fora.
Els Gegants de la Pedrera tenen ball propi. En va fer la música Joan Amargós i la coreografia, Abel Plana, Maurici Arias, Josep Maria Blanes, Miquel Burgès i Nicolás Alonso, que són membres de la Coordinadora de Geganters de Barcelona.